# Шурко Володимир Михайлович
Володимир Михайлович Шурко (29 червня 1926, місто Антрацит, тепер Луганської області — 15 квітня 1995, місто Одеса) — український радянський діяч, промисловець, голова виконавчого комітету Одеської міської ради депутатів трудящих. Депутат Верховної Ради УРСР 9-го скликання.

## Біографія
Народився в родині робітника 29 червня 1926 року на Луганщині.
З 1941 року працював клепальником, майстром, старшим інженером-технологом, заступником начальника, начальником цеху, начальником відділу, заступником директора авіаційного підприємства у місті Комсомольську-на-Амурі Хабаровського краю РРФСР.
Без відриву від виробництва закінчив машинобудівний технікум. Згодом без відриву від виробництва закінчив Московський фінансово-економічний інститут.
Член ВКП(б) з 1949 року.
У 1960—1962 роках працював директором заводу підйомно-транспортного обладнання у місті Комсомольську-на-Амурі Хабаровського раднаргоспу РРФСР.
У 1962—1966 роках був заступником директора, директором Воронезького верстатобудівного заводу РРФСР.
У 1966—1969 роках — директор Одеського заводу радіально-свердлильних верстатів.
У 1969—1977 роках працював головою виконавчого комітету Одеської міської ради депутатів трудящих.
У період його керівництва містом в Одесі активно розвивалося будівництво житлових масивів «Черемушки», Таїровського, селища Котовського та їх інфраструктури, був введений в експлуатацію Палац спорту, завершено формування дендро-парку Перемоги.
У червні 1977 року знятий з посади голови виконавчого комітету Одеської міської ради депутатів трудящих та виведений із складу членів бюро Одеського міського комітету КПУ «як такий, що скомпроментував себе».
З 1977 року працював в системі Міністерства харчової промисловості СРСР.
Згодом був директором Одеського заводу продовольчого машинобудування («Продмаш»).
Помер 15 квітня 1995 року в місті Одесі. Похований на 2-му християнському кладовищі.

## Нагороди
- орден Жовтневої Революції
- ордени
- медалі